# Coenotephria bassiaria
Coenotephria bassiaria är en fjärilsart som beskrevs av Joachim Francois Philiberto de Feisthamel 1835. Coenotephria bassiaria ingår i släktet Coenotephria och familjen mätare. Inga underarter finns listade i Catalogue of Life.